# Richard Acland
Richard Thomas Dyke Acland, decimoquinto barón de Dyke-Acland (Broadclyst, Devon, 26 de noviembre de 1906 - 24 de noviembre de 1990). Político británico, cofundador del Common Wealth Party durante la Segunda Guerra Mundial. Fue también miembro del Partido Liberal y del Partido Laborista. 
Acland era el hijo de sir Francis Acland. Recibió su educación en la Rugby School y en la Balliol College de la Universidad de Oxford. Se licenció en arquitectura y derecho. Accedió a la Cámara de los Comunes en 1935 en las filas del Partido Liberal. En 1942, junto a otros disidentes del partido y unido a conservadores, laboristas (J. B. Priestley) e incluso miembros del Partido Comunista de Gran Bretaña como Tom Wintringham, se unió al Common Wealth Party debido a las diferencias que mantenía con su dirección orgánica respecto a la política de alianzas. Como gesto de apoyo al nuevo proyecto, donó diecinueve mil acres de sus tierras en Devon al dominio público.
El fracaso en las elecciones generales de 1945 de la nueva formación le hicieron perder su escaño. En 1947, con los laboristas, recuperó su puesto en la Cámara. Se opuso a la política nuclear británica y fue un activo miembro de la Campaña para el Desarme en 1957 junto a relevantes personalidades como el filósofo Bertrand Russell.